# Sevdiğin, Kırşehir
Sevdiğin là một xã thuộc thành phố Kırşehir, tỉnh Kırşehir, Thổ Nhĩ Kỳ. Dân số thời điểm năm 2010 là 50 người.